# Liste der Mitglieder der Deutschen Akademie der Naturforscher Leopoldina/1903
Die Liste der Mitglieder der Deutschen Akademie der Naturforscher Leopoldina für 1903 enthält alle Personen, die im Jahr 1903 zum Mitglied ernannt wurden. Insgesamt gab es 16 neu gewählte Mitglieder.

## Neu gewählte Mitglieder
| Nr.  | Name                                        | Geboren       | Aufnahme | Gestorben     | Fachsektion                              | Bild                           |
| ---- | ------------------------------------------- | ------------- | -------- | ------------- | ---------------------------------------- | ------------------------------ |
| 3157 | Guglielmo Romiti                            | 6. Jan. 1850  | 25. Feb. | 26. Feb. 1936 |                                          | Guglielmo Romiti               |
| 3158 | Ernst Anton Franz Finger                    | 8. Juli 1856  | 7. Mrz.  | 17. Apr. 1939 | Wissenschaftliche Medizin                | Ernst Anton Franz Finger       |
| 3159 | Friedrich Oscar Giesel                      | 20. Mai 1852  | 7. Mrz.  | 14. Nov. 1927 | Chemie                                   |                                |
| 3160 | Ernst Levy                                  | 5. März 1864  | 10. Mrz. | 1919          | Wissenschaftliche Medizin                |                                |
| 3161 | Moritz Leberecht Fünfstück                  | 23. März 1856 | 19. Mrz. | 18. Feb. 1925 | Botanik                                  |                                |
| 3162 | Karl Gottlob Julius Vosseler                | 16. Dez. 1861 | 19. Apr. | 18. Sep. 1933 | Zoologie und Anatomie                    |                                |
| 3163 | Friedrich Andreas Markus Alexander Bidschof | 6. Dez. 1864  | 4. Mai   | 7. Dez. 1915  | Mathematik und Astronomie                |                                |
| 3164 | Max Askanazy                                | 24. Feb. 1865 | 22. Jun. | 23. Okt. 1940 | Wissenschaftliche Medizin                | Max Askanazy                   |
| 3165 | Friedrich August Hedinger                   | 4. Nov. 1841  | 22. Jun. | 25. Feb. 1910 | Anthropologie, Ethnologie und Geographie |                                |
| 3166 | Gustav Arthur Tornier                       | 9. Mai 1859   | 23. Jun. | 25. Apr. 1938 | Zoologie und Anatomie                    |                                |
| 3167 | Carl Friedrich Theodor Dahl                 | 24. Juni 1856 | 29. Jun. | 29. Juni 1929 | Zoologie und Anatomie                    | Carl Friedrich Theodor Dahl    |
| 3168 | Alfred Götze                                | 1. Juni 1865  | 8. Jul.  | 20. Nov. 1948 | Anthropologie, Ethnologie und Geographie |                                |
| 3169 | Giuseppe Lopriore                           | 15. Sep. 1865 | 29. Sep. | 26. Dez. 1928 | Botanik                                  |                                |
| 3170 | Carl Richard Hennicke                       | 26. Dez. 1865 | 8. Dez.  | 27. Aug. 1941 | Zoologie und Anatomie                    |                                |
| 3171 | Abraham Daniel Otto Hermann Braus           | 15. Aug. 1868 | 10. Dez. | 28. Nov. 1924 | Zoologie und Anatomie                    |                                |
| 3172 | Hermann August Ludwig Klaatsch              | 10. März 1863 | 11. Dez. | 5. Jan. 1916  | Anthropologie, Ethnologie und Geographie | Hermann August Ludwig Klaatsch |